# Peter Löhr (Redakteur)
Peter Löhr (* 21. Juni 1937 in Hannover; † 12. Mai 2018) war ein deutscher Jurist, Autor und Chronist, Redaktionsleiter und Amateurfotograf.

## Leben
Peter Löhr war ein Nachkomme einer aus Franken stammenden Familie, wurde jedoch 1937 im hannoverschen Stadtteil Kirchrode geboren. Den Zweiten Weltkrieg erlebte er in Bayern, legte sein Abitur jedoch in der Nachkriegszeit am Kaiser-Wilhelm-Gymnasium ab.
Für sein Studium der Betriebswirtschaft ging Löhr nach Würzburg – und wurde später in Granz zum Dr. rer. pol promoviert. Nach einigen Jahren als Wirtschaftsprüfer bei der Treuarbeit in Hannover wechselte er 1975 zur Ärztekammer Niedersachsen.
Er war verheiratet und hatte zwei Söhne.
Das Ehepaar wählte 1973 den Ort Arpke, damals Kreis Burgdorf, zu seinem Wohnsitz, wo sich Löhr bald einen Namen als Ortschronist machte. In dem Ort redigierte er zudem jahrzehntelang den Gemeindebrief der Kirchengemeinde Zum Heiligen Kreuz, wirkte als Berichterstatter, Förderer und kritischer Begleiter des Gemeindelebens und zudem 16 Jahre lang als Kirchvorsteher. Ein besonderes Faible entwickelte Löhr für die auf der Kirche brütenden Störche: Noch bis ins hohe Alter erklomm er den Kirchturm, um Fotoaufnahmen der Storchenfamilien zu fertigen, die oftmals auch in der Lokalausgabe der Hannoverschen Allgemeinen Zeitung abgedruckt wurden.
Ebenfalls über Jahrzehnte engagierte sich Löhr im Heimatbund Niedersachsen (HBN). Im Jahr 1988 übernahm er die Leitung der Redaktion des vom Heimatbund herausgegebenen Blattes Heimatland. Zeitschrift für Heimatkunde, Naturschutz, Kulturpflege. Seine Beiträge zeichneten sich durch „Genauigkeit beim Redigieren der Texte“ als auch durch das Arbeiten „mit soliden wissenschaftlichen Methoden“ aus. Den anfänglich noch jungen Heinz-Siegfried Strelow konnte er schließlich zur redaktionellen Mitarbeit ermuntern.
Von 1993 bis 1995 agierte Löhr zudem im Vorstand des Heimatbundes als dessen Schriftführer.

## Ehrungen
2012 wurde Peter Löhr auf der Jahreshauptversammlung des Heimatbundes Niedersachsen mit der Verleihung der Goldenen Ehrennadel ausgezeichnet.

## Schriften (Auswahl)
- Peter Löhr (Red.): Arztrecht in Niedersachsen (= Niedersächsisches Ärzteblatt, Bd. 8), hrsg. von der Ärztekammer Niedersachsen, Hannover: Schlütersche Verlagsgesellschaft, 1988ff.
- 100 Jahre Freiwillige Feuerwehr Arpke, 25 Jahre Jugendfeuerwehr Arpke, Hrsg.: Freiwillige Feuerwehr Stadt Lehrte, Ortswehr Arpke, Lehrte: Ortswehr Arpke, 2001
- Beiträge zur Baugeschichte der Kirche Zum Heiligen Kreuz (= Kleiner Kirchenführer, Nr. 2), hrsg. von der Ev.-luth. Kirchengemeinde Zum Heiligen Kreuz, Lehrte, 2009
- Der Ortsname Arpke in einem Bericht für das Jahr 1166. Vor 850 Jahren: Wiedererwerb eines Guts in Arpke durch „Gottesurteil“, in: Lehrter Land & Leute. Magazin zur Geschichte, Kultur und Heimatkunde, Lehrte: sb mediengestaltung, 2016, ISSN 0946-0365, S. 12–13